# Aabaarnia
Aabaarnia is een monotypisch geslacht in de orde Ostropales. De familie is nog niet eenduidig bepaald (incertae sedis). Het bevat alleen Aabaarnia siphulicola. 